# Pol Clemen
Johann Paul (Pol) Clemen (Luxemburg-Stad, 19 augustus 1861 – aldaar, 26 mei 1925) was een Luxemburgs auteur.

## Leven en werk
Pol Clemen was een zoon van Peter Prosper Clemen en Melanie Scholler. Hij werkte als hypotheekbewaarder in overheidsdienst en hield zich daarnaast bezig met schrijven. Onder het pseudoniem Jangharé publiceerde hij de Illustrirter Humoristischer Führer durch Luxemburg (1895). Hij was daarnaast medewerker van de satirische krant De Letzeburger (1893-1900), onder redactie van Charles Praum. Rond de eeuwwisseling schreef hij samen met Lexi Brasseur revues, die verschenen onder de titel Letzeburger Flautereien. Clemen werkte ook mee aan het Wörterbuch zur luxemburgischen Mundart (1906).
Clemen behoorde in 1893 met de architecten Jean-Pierre Knepper, Jean-Pierre Koenig, Charles Mullendorff, Georges Traus en Auguste van Werveke, auteurs Nicolas Liez en Batty Weber, beeldhouwer Jean-Baptiste Wercollier, glaskunstenaar Pierre Linster, de schilders Pierre Blanc, Reginald Bottomley, Michel Engels, Michel Heiter, Franz Heldenstein, Jean-Pierre Huberty en André Thyes en tekenaar Eugène Kurth tot de stichtende leden van de Cercle Artistique de Luxembourg. Clemen was voorzitter van de toneelvereniging Union dramatique in Luxemburg-Stad, en auteur en hoofdrolspeler van de vastenavondzittingen, revue-evenementer tijdens de carnaval, die de Union dramatique in de Villa Louvigny hield. Hij was secretaris van het comité voor de oprichting van het Dicks-Lentz-monument.
Pol Clemen overleed op 63-jarige leeftijd, hij werd begraven op de Cimetière Notre-Dame.

## Enkele werken
- 1895 Illustrirter humoristischer Führer durch Luxemburg, (met Plan von Luxemburg).
- 1900 Liddercher aus de Letzeburger Flautereien fum Lexi Brasseur a Pol Clemen.
- 1901 Letzeburger Flautereien. Tekst van Clemen, muziekarrangement van J.A. Müller.

## Onderscheidingen
- Ridder in de Orde van de Eikenkroon
- Ridder in de Leopoldsorde

- Virtual International Authority File: 20145003677461340404